# Psophodidae
Famille
Les Psophodidae (ou psophodidés en français) sont une famille de passereaux d'Australie constituée de 2 genres et de 6 espèces.

## Taxinomie

### Liste des genres
Selon la classification de référence du Congrès ornithologique international (version 10.1, 2020) du Congrès ornithologique international (ordre phylogénique) :
- genre Androphobus
- genre Psophodes

### Liste des espèces
- Androphobus viridis – Androphobe vert
- Psophodes olivaceus – Psophode à tête noire
- Psophodes nigrogularis – Psophode à menton noir
- Psophodes leucogaster – Psophode du mallee
- Psophodes cristatus – Psophode babillard
- Psophodes occidentalis – Psophode carillonneur